# Arroio do Conde
O arroio do Conde é um curso de água que nasce no município de Eldorado do Sul, no estado do Rio Grande do Sul e atravessa o município de Guaíba, antes de desembocar no rio Guaíba.